# Український футуризм: Вибрані сторінки
Український футуризм: Вибрані сторінки — антологія творів українських поетів-футуристів, а також пародій та епіграм на футуристів, що вийшла друком в Ніредьгаза (Угорщина) в 1996 році. 

## Короткий опис
Упорядник і автор передмови «Три етапи українського футуризму» Сулима М. М. В антології представлено твори 32 українських поетів. Видання здійснене при Педагогічному інституті імені Дьордя Бешшеньєї за участі співробітників кафедри української і русинської філології. До кожного автора подано коротку біографічну довідку, всі тексти з коментарями.

## Автори антології
- Михайль Семенко
- Юліан Шпол
- Василь Алешко
- Ґео Шкурупій
- Олекса Слісаренко
- Микола Терещенко
- Володимир Ярошенко
- Андрій Чужий
- Юрій Яновський
- Микола Бажан
- Василь Десняк
- Гео Коляда
- Олександр Корж
- Олекса Влизько
- Гро Вакар
- Віктор Вер
- Мечислав Гаско
- Сава Голованівський
- Леонід Зимний
- Іван Маловічко
- Юрій Палійчук
- Микола Скуба

У виданні вміщено пародії та епіграми на футуристів таких авторів, як Микола Зеров, Валер Проноза, Омелько Буц, Мелетій Кічура, Павло Савченко, Василь Еллан-Блакитний, Павло Филипович, О. Копровський, О. Метеорний, М. Попелястий.

## Видання
- Український футуризм: Вибрані сторінки / Упор. Сулима М. М., Педагогічний інститут імені Дьордя Бешшеньєї, Ніредьгаза, 1996. — 256 с. ISBN 963 7170 60